# دماس (جنس)
الدَّمَّاس جنس من الخفافيش ويُسمى بالإنجليزية خفافيش الأشباح. مهده أمريكة الجنوبية الاستوائية ، ويوجد الدمَّاس الأبيض في المكسيك وأمريكة الوسطى أيضًا. فراء هذا الحاشرات أبيض، يعلوه مواج أرمد خفيف أحيانًا الخفاش الأبيض الوحيد الآخر في العالم الجديد هو خفاش هندوراس الأبيض ، ولكن يمكن تمييزه بسهولة عن الدمَّاس من خلال صفحة أنفه الكبيرة نسبيًا. الدمَّاس غير معروف جيدًا ولا يُلتَقط إلا نادرًا لأنه يطير عالياً فوق الأرض أو في مظلة الغابة (فوق الارتفاع النموذجي لشبكات الضباب التي يستخدمها باحثو الخفافيش).